# Blauer Palast

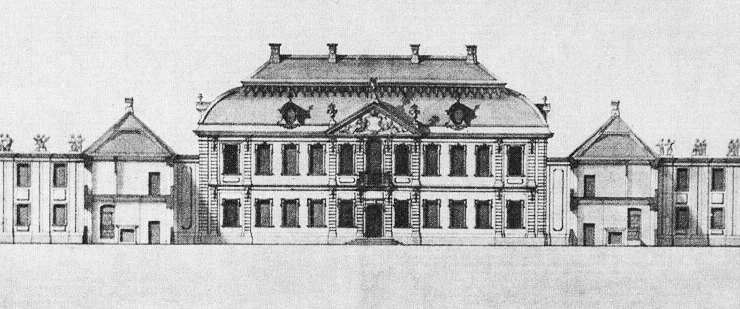
Der Palast mit barocker Fassade zu Beginn des 18. Jahrhunderts nach einer Zeichnung von Johann Sigmund Deybel

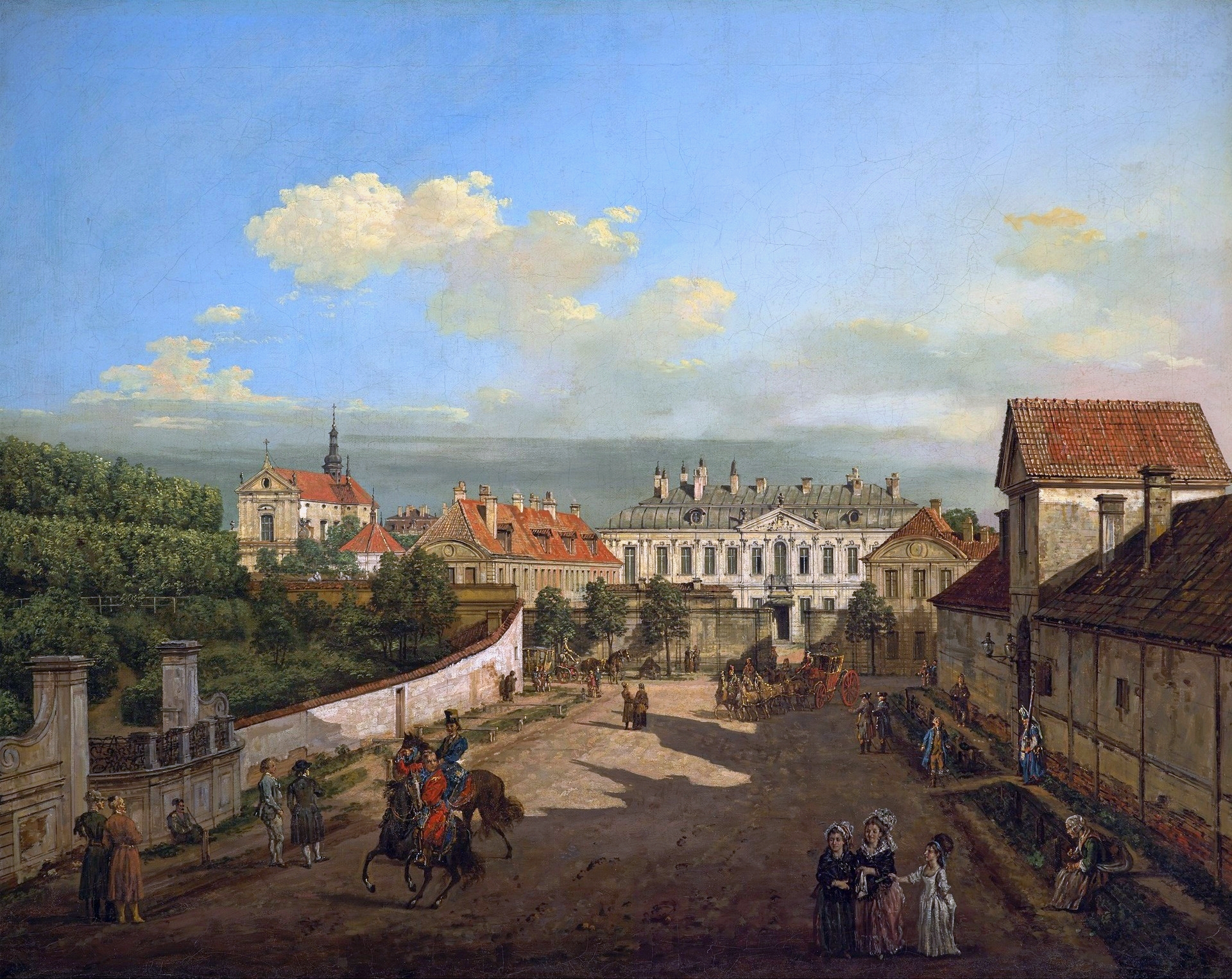
Der Palast auf dem berühmten Bild des Malers Bernardo Bellotto vom Jahr 1779

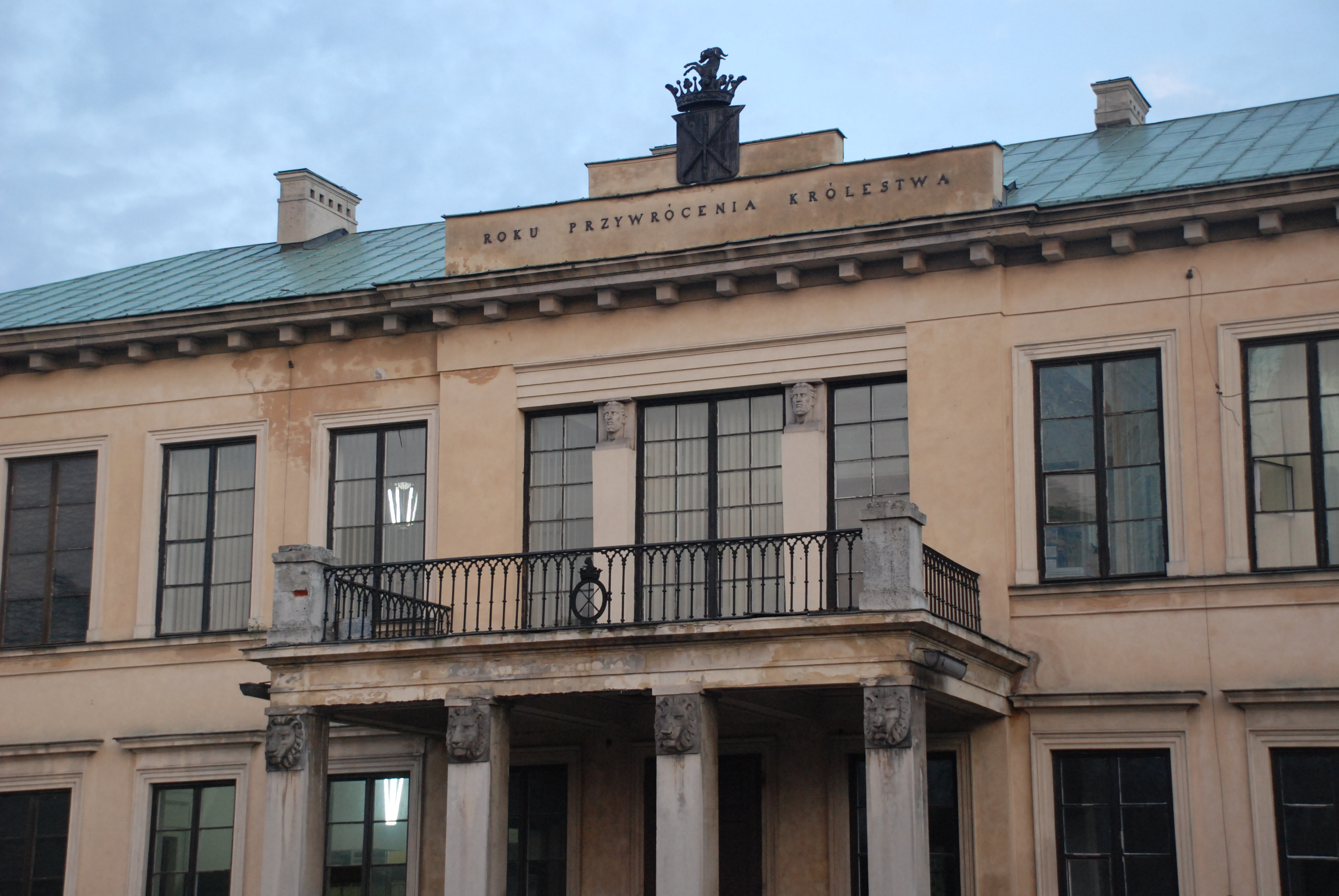
Die Inschrift am Hauptgebäude: „Im Jahre der Wiederherstellung des Königreiches“ (Polnisch: Roku Przywrócenia Królestwa) verbindet das Datum der Umbau-Fertigstellung mit der auf dem Wiener Kongress vereinbarten Wiederherstellung Polens im Jahr 1815

Der Blaue Palast (auch Zamoyski-Palast genannt, in Polnisch: Pałac Błękitny bzw. Pałac Zamoyskich) ist ein geschichtsträchtiges klassizistisches Gebäudeensemble in Warschau.

## Lage
Das Objekt liegt an Ulica Senatorska 37 im Warschauer Innenstadtdistrikt. Das Grundstück des Palastes grenzt im Westen an die hier vorbeiführende Ulica Marszałkowska an. Im Osten liegt die Kirche des Antonius von Padua (Polnisch: Kościół św. Antoniego Padewskiego). Schräg gegenüber der Senatorska führt eine als Platz ausgeführte Stichstraße zum Mniszech-Palast (Senatorska 34, heute Sitz der belgischen Botschaft). Der frühere Park des Anwesens geht heute im Süden in den Sächsischen Garten über.

## Geschichte
Die Anfänge des Gebäudes reichen bis in das 17. Jahrhundert zurück. Das Entstehungsdatum des Ursprungsgebäudes ist unbekannt, das Gelände gehörte nachweislich Ende des 17. Jahrhunderts Teodor Potocki, einem Primas von Polen. Vermutlich wurde unter ihm der Palast errichtet. Im Jahr 1721 verschenkte Potocki das Gebäude an seinen Bruder Stefan Potocki.

### Wohnsitz der Gräfin Orzelska
Bereits fünf Jahre später übernahm König August der Starke die Anlage, da sie in der Nähe seines Palastes (Sächsisches Palais) lag und er hier den Wohnsitz für seine illegitime Tochter Anna Karolina Orzelska einrichten wollte. 1726 erhielt die Gräfin den Palast und im selben Jahr wurde mit einem Umbau im barocken Stil (mit Anklängen an das Rokoko) begonnen. Dazu wurden drei sächsische Architekten berufen: Carl Friedrich Pöppelmann, Joachim Daniel von Jauch sowie Johann Sigmund Deybel. Das frühere Potocki-Palais wurde nun zum Kernbau eines größeren Komplexes. Ein Ehrenhof wurde durch den Anbau von Flügelgebäuden, die bis an die Senatorska reichen, gebildet. Auch auf der Westseite des Palais entstanden zusätzliche Gebäude. Das Mansarddach des umgestalteten Kernbaus wurde mit einem seltenen, blau patinierendem Blech gedeckt – was zum Namensgeber des Anwesens werden sollte. Hinter dem Palast wurde ein kleiner Park mit Springbrunnen, Wasserfall und Orangerie angelegt. Die Innenräume des Palastes wurden prächtig mit Gemälden, Täfelungen und Stuckaturen im Rokokostil ausgestaltet.
Gemäß einem Bericht des Chronisten über den sächsischen Hof, Karl Ludwig von Pöllnitz, war August der Starke allabendlicher Gast im Anwesen seiner Tochter. Entsprechend hoch war ihr Ansehen bei Hofe. Nach dem Warschauer Historiker Kazimierz Władysław Wójcicki gab es Gerüchte über einen unterirdischen Tunnel zwischen den Residenzen von Vater und Tochter.

### Ein Tauschgeschäft
Nachdem die Orzelska den Herzog von Schleswig-Holstein-Sonderburg-Beck, Karl Ludwig geheiratet hatte, verließ sie Warschau und übergab den Palast wieder an ihren Vater. Der trat ihn im Jahr 1730 an die reiche Maria Zofia Denhoff, unter anderem auch Besitzerin der Landresidenz in Wilanów, ab. Die beiden vereinbarten, dass der König bis zu seinem Tode die Residenz in Wilanów nutzen dürfe, wofür die Denhoff den Blauen Palast als Geschenk erhielt. Sie lebte hier mit ihrem zweiten Ehemann, dem Fürsten August Aleksander Czartoryski. Nach ihrem Tode erbte der Sohn Adam Kazimierz Czartoryski das Anwesen.
In den Jahren 1766 bis 1768 wurden die Räume im Parterre des Palastes nach einem Entwurf von Giacomo Fontana für Adam Kazimierz Ehefrau Izabela Czartoryska umgebaut. Von 1770 bis 1781 leitete Ephraim Schröger den nächsten Umbau, der zu einer Verbreiterung des Kernbaus führte. Der damals in Warschau wirkende venezianische Maler Bernardo Bellotto malte den Palast nach diesem Ausbau (siehe Bild).

### Unter den Zamoyskis
Im Jahr 1782 fiel der Palast an Adam Kazimierz Czartoryski, von dem er 1811 an dessen Tochter Zofia (1780–1837) und ihren Ehemann Graf Stanisław Kostka Zamoyski überging. Für sie baute Friedrich Albert Lessel den Palast grundlegend im Stil eines sehr strengen Klassizismus um. Die Bauarbeiten begannen 1812 und waren im Wesentlichen im Jahr 1815 abgeschlossen. Bildhauerarbeiten wurden unter Paweł Maliński durchgeführt. Zwischen 1833 und 1838 wurde nach einem Entwurf von Joseph Schmidtner ein zusätzliches, zweigeschossiges Nebengebäude an der Senatorska errichtet, das heute nicht mehr vorhanden ist. Die Familie Zamoyski blieb Eigentümer der Anlage bis 1945. Bis zum Beginn des Zweiten Weltkriegs war von der Familie in dem Palast eine große Kunstsammlung zusammengetragen worden. Dazu gehörte auch die bedeutende Bibliothek des Majorats der Zamoyskis, die sich hier seit 1804 befand. Diese Bibliothek, die 1939 aus rund 250.000 Bänden bestehen sollte, war in einem an den Palast grenzenden Pavillon untergebracht. Der Pavillon war in den Jahren 1866 bis 1868 von Julian Ankiewicz im Neorenaissancestil umgestaltet worden. Der später bedeutende polnische Schriftsteller Stefan Żeromski war hier Anfang des 20. Jahrhunderts als Bibliothekarsgehilfe angestellt. Bereits 1816 hatte der erst sechsjährige Fryderyk Chopin im Palast ein Konzert gegeben.

### Zweiter Weltkrieg und Nachkriegszeit
Im Rahmen des deutschen Angriffs auf Warschau wurde der Palast mit seinen Kunstschätzen im September 1939 Opfer von Bombardierungen. Er wurde fast vollständig zerstört, Reste brannten 1944 während der Kämpfe des Warschauer Aufstandes ab. In den Jahren 1949 bis 1950 wurde er nach Entwürfen von Bruno Zborowski und Zasław Malicki etwa gemäß der Planung Lessels wiederaufgebaut. Von 1958 bis 1997 befand sich hier der Sitz der Gesellschaft der polnisch-chinesischen Freundschaft (Polnisch: Towarzystwo Przyjaźni Polsko-Chińskiej). Danach waren im ehemaligen Palast bis zum Februar 2011 Büros der Städtischen Verkehrsbetriebe (Polnisch: Zarząd Transportu Miejskiego) untergebracht. Im rückwärtigen, ostwärtigen Flügelanbau befindet sich derzeit das Restaurant „St. Antonio“.